# Monumento a Gavarni
El Monumento a Gavarni de Denys Puech es un memorial situada en el centro de la plaza Saint-Georges del IX Distrito de París erigido en 1911 en memoria del caricaturista satírico Paul Gavarni, cuyo busto sostiene.

## Historia
Una fuente se instaló originalmente en 1824 a pedido de las hijas del Sr. Dosne, el desarrollador del lugar, para proporcionar un abrevadero para los caballos. Entonces constaba de dos piscinas superpuestas alrededor de una columna central, siguiendo un modelo común. La construcción de la línea Norte-Sur del metropolitano en 1906 provocó su desecación y luego su transformación.
En 1911, un monumento de piedra, que consiste en un pilón esculpido que sostiene el busto de Paul Gavarni, reemplazó a la fuente, pero, sujeto a las obligaciones contractuales de su historia, la función de fuente tuvo que mantenerse. El homenaje que se rindió al caricaturista Gavarni, residente en el barrio, estuvo respaldado por una suscripción pública lanzada por la Sociedad de Pintores-Litógrafos en 1901, como se indica en la base del monumento.
En 2020, el monumento a Gavarni fue restaurado como parte del Presupuesto Participativo de la ciudad de París.

## Descripción
El monumento se beneficia de una interesante decoración escultórica realizada por Denys Puech. Sobre el pilón hay cuatro personajes del Carnaval de París en alto relieve, un Estibador, una Lorette, un Rapin y un Arlequín. Es en París el único lugar donde se menciona el Carnaval de París, que desapareció en 1950 después de haber sido un evento muy importante durante siglos.
En la parte superior está el busto de Gavarni. En las cuatro caras del pedestal, mascarones de bronce, que representan figuras típicas de personajes del siglo XIX. siglo están destinados a verter un hilo de agua, pero la fuente está muy rara vez en funcionamiento. El conjunto está rodeado por una cuadrícula.